# Font Culebrera
La Font Culebrera, o de la Culebrera, és una font del terme municipal de Tremp, del Pallars Jussà, a l'antic terme de Fígols de Tremp, en territori de l'antic poble de Prullans.
Està situada a 683 m d'altitud, al nord-est de Casa Ensenyat, a l'esquerra del barranc de la Vileta. És al capdavall, nord-oest, del Serrat de la Roureda.